# Ziele na kraterze
Ziele na kraterze – powieść Melchiora Wańkowicza napisana w 1951, a opublikowana w 1957 (wyd. krajowe, PAX). Główny wątek to dorastanie córek autora, Krystyny i Marty (Tili).
Akcja zaczyna się od narodzin Krysi (Najpierw był embrion. Potem było w łonie matki zamknięte, pulsujące życie. Wreszcie był pokój dziecinny...), a kończy zdaniem poświęconym Krystynie, która zginęła w powstaniu warszawskim (Żyjesz, Krysiuniu. Żyjesz i żyć będziesz.). Książka prowadzi przez wspomnienia rodzinne, śmieszne, nieraz i wzruszające, przez postacie zagubione w zapadłych kątach, przez folklor językowy wielu stron Polski początków XX wieku. Powieść jest afirmacją życia i miłości.
Choć autor pisze, że bohaterem książki jest Domeczek, czyli jego wymarzony własny dom i jego mieszkańcy (na warszawskim Żoliborzu, ul. Dziennikarska 3), to jednak w głębi przeżywa utratę córki Krystyny, po ojcowsku nie mogąc pogodzić się z jej tragicznym wyborem.
Kilkakrotnie na kartach Ziela na kraterze wspominana i cytowana jest przedwojenna powieść Wańkowicza Na tropach Smętka.